# Thymus sipyleus
Thymus sipyleus là một loài thực vật có hoa trong họ Hoa môi. Loài này được Boiss. miêu tả khoa học đầu tiên năm 1844.